# Sung Noen (huyện)
Sung Noen (tiếng Thái: สูงเนิน) là một huyện (amphoe) ở phía tây của tỉnh Nakhon Ratchasima, đông bắc Thái Lan.

## Lịch sử
Khu vực Sung Noen có hai thành phố cổ, Mueang Sema và Mueang Khorakha Pura (Khorat). Chính quyền đã lập huyện Sung Noen năm 1901.
Sung Noen trong tiếng Thái phiên âm Latin là Song Noen có nghĩa hai đỉnh núi, do khu vực này có 2 đồi nhỏ bên hồ.

## Địa lý
Các huyện giáp ranh (từ phía bắc theo chiều kim đồng hồ) là Dan Khun Thot, Kham Thale So, Mueang Nakhon Ratchasima, Pak Thong Chai, Wang Nam Khiao và Sikhio.

## Hành chính
Huyện này được chia thành 11 phó huyện (tambon). Có hai thị trấn (thesaban tambon) - Sung Noen nằm trên một phần của tambon Sung Noen,  Kut Chik nằm trên một phần của tambon Kut Chik và Na Klang.
| 1.  | Sung Noen   | สูงเนิน     |  |
| 2.  | Sema        | เสมา      |  |
| 3.  | Khorat      | โคราช     |  |
| 4.  | Bung Khilek | บุ่งขี้เหล็ก   |  |
| 5.  | Non Kha     | โนนค่า     |  |
| 6.  | Khong Yang  | โค้งยาง    |  |
| 7.  | Makluea Kao | มะเกลือเก่า |  |
| 8.  | Makluea Mai | มะเกลือใหม่ |  |
| 9.  | Na Klang    | นากลาง    |  |
| 10. | Nong Takai  | หนองตะไก้  |  |
| 11. | Kut Chik    | กุดจิก      |  |